# 144096 Візенданґен
144096 Візенданґен (144096 Wiesendangen) — астероїд головного поясу, відкритий 23 січня 2004 року.
Тіссеранів параметр щодо Юпітера — 3,534.
Названо на честь комуни в Швейцарії Візенданґен нім. Wiesendangen.